# Niederungen von Billerbeck und Oldendorfer Bach
Niederungen von Billerbeck und Oldendorfer Bach este o arie protejată (sit de importanță comunitară — SCI) din Germania întinsă pe o suprafață de 400,19 ha, integral pe uscat.

## Localizare
Centrul sitului Niederungen von Billerbeck und Oldendorfer Bach este situat la coordonatele 53°22′56″N 8°47′36″E / 53.3822°N 8.7933°E.

## Înființare
Situl Niederungen von Billerbeck und Oldendorfer Bach a fost declarat sit de importanță comunitară în ianuarie 2005 pentru a proteja 1 specie de animale.

## Biodiversitate
Situată în ecoregiunea atlantică, aria protejată conține 9 habitate naturale: Pajiști umede nord-atlantice cu Erica tetralix, Liziere de ierburi înalte hidrofile de câmpie și de nivel montan până la alpin, Mlaștini turboase de tranziție și turbării mișcătoare, Păduri de fag Luzulo-Fagetum, Păduri de fag acidofile atlantice, cu subarboret de Ilex și, uneori, de asemenea, Taxus, la nivelul arbuștilor (Quercion robori-petraeae sau Ilici-Fagenion), Păduri de stejar sau de stejar și carpen sub-atlantice și medio-europene de Carpinion betuli, Păduri acidofile de stejar bătrân cu Quercus robur pe câmpii nisipoase, Mlaștini împădurite, Păduri aluvionare cu Alnus glutinosa și Fraxinus excelsior (Alno-Padion, Alnion incanae, Salicion albae).
La baza desemnării sitului se află o specie protejată de  mamifere: liliac de iaz (Myotis dasycneme).